# Incubus
Incubus — американський рок-гурт. Створений 1991 року в Калабасасі, штат Каліфорнія. Найбільшим успіхом гурту є вихід альбому Light Grenades на першу сходинку Billboard 200.

## Склад
- Брендон Бойд — вокал, соло-гітара / ритм-гітара (1991 — теперішній час)
- Майк Айцигер — соло-гітара / ритм-гітара, бек-вокал (1991 — теперішній час)
- Бен Кенні — бас-гітара, бек-вокал (2003 — теперішній час)
- Кріс Кілмор — клавішні (1998 — теперішній час)
- Хосе Пасільяс — ударні (1991 — теперішній час)

### Колишні музиканти
- Алекс Катуніч — бас-гітара (1991–2003)
- Гевін Коппелл — клавішні (1995–1998)

## Дискографія

### Студійні альбоми
- Fungus Amongus (1995)
- S.C.I.E.N.C.E. (1997)
- Make Yourself (1999)
- Morning View (2001)
- A Crow Left of the Murder... (2004)
- Light Grenades (2006)
- If Not Now, When? (2011)
- 8 (2017)

### DVD
- Alive at Red Rocks (2004)